# Horsfordia
Horsfordia es un género de plantas con flores de la familia  Malvaceae con seis especies. Es originario de Norteamérica. Fue descrito por Asa Gray  y publicado en Proceedings of the American Academy of Arts and Sciences  22(2): 296 - 297, en el año 1887. La especie tipo es Horsfordia alata (S.Watson) A.Gray

## Especies
- Horsfordia alata
- Horsfordia exalata
- Horsfordia newberryi
- Horsfordia palmeri
- Horsfordia purisimae
- Horsfordia rotundifolia